# Radojevo
Radojevo (cyr. Радојево) – wieś w Serbii, w Wojwodinie, w okręgu środkowobanackim, w gminie Nova Crnja. W 2011 roku liczyła 1056 mieszkańców.